# Citroën C4 Picasso
De  Citroën C4 Picasso is een midi-MPV van de Franse autobouwer Citroën.
Bedoeld als opvolger van de Xsara Picasso is de nieuwe C4 Picasso - net als de Renault Scénic - te koop in twee formaten. Het eerste is een vijfzitter van 4,40 meter lang. De lange variant heeft een derde zitrij en is dus een zevenzitter, genaamd Grand C4 Picasso. Hij meet 4,59 meter. De Xsara Picasso zal nog een drietal jaar in de prijslijsten staan, om te concurreren met de goedkope(re) MPV's.
De C4 Picasso gebruikt een verlengde bodemplaat van de C4. De instapmotoren zijn de 1.8i-16V van (vanaf modeljaar 2008: de 1.6 VTi 120pk) voor de benzine-uitvoering, de instapdieseluitvoering is de 1.6HDi met 110pk en FAP-roetfilter. De sterkste dieseluitvoering is de 138 pk 2.0 HDi (vanaf modeljaar 2010: 150 pk) met FAP-roetfilter en bij de benzineversies de 2.0 16V 143 pk. Tevens is er vanaf modeljaar 2010 een voor de leasemarkt aantrekkelijke 1.6 e-HDI met 112 pk leverbaar; een 'micro-hybride' zoals Citroën het omschrijft. De motor heeft een uitstoot van 98 gram CO2 per kilometer en beschikt over een systeem voor remenergierecuperatie en start/stop-technologie.
De nieuwe Citroën C4 Picasso beleefde zijn showdebuut op de Autosalon van Parijs in september 2006.
Het model kwam vervroegd in de pers doordat het als miniatuur te koop werd aangeboden op Ebay door de modelautofabrikant Norev.
Vanaf de introductie (eerst de zevenzitter), eind 2006, wordt het model geplaagd door leveringsproblemen. In eerste instantie zou dat te wijten zijn aan de gerobotiseerde handbak, later werden de problemen toegeschreven aan het vermeende faillissement van de velgenfabrikant, daarna zou het panoramische glazen dak de boosdoender zijn. Recent nog waren er problemen met het mechanisme van de derde zetelrij in de Grand Picasso. In juni 2007 zouden de meeste problemen opgelost zijn. In ieder geval lijkt men de populariteit van het model te hebben onderschat, althans in Nederland en België.

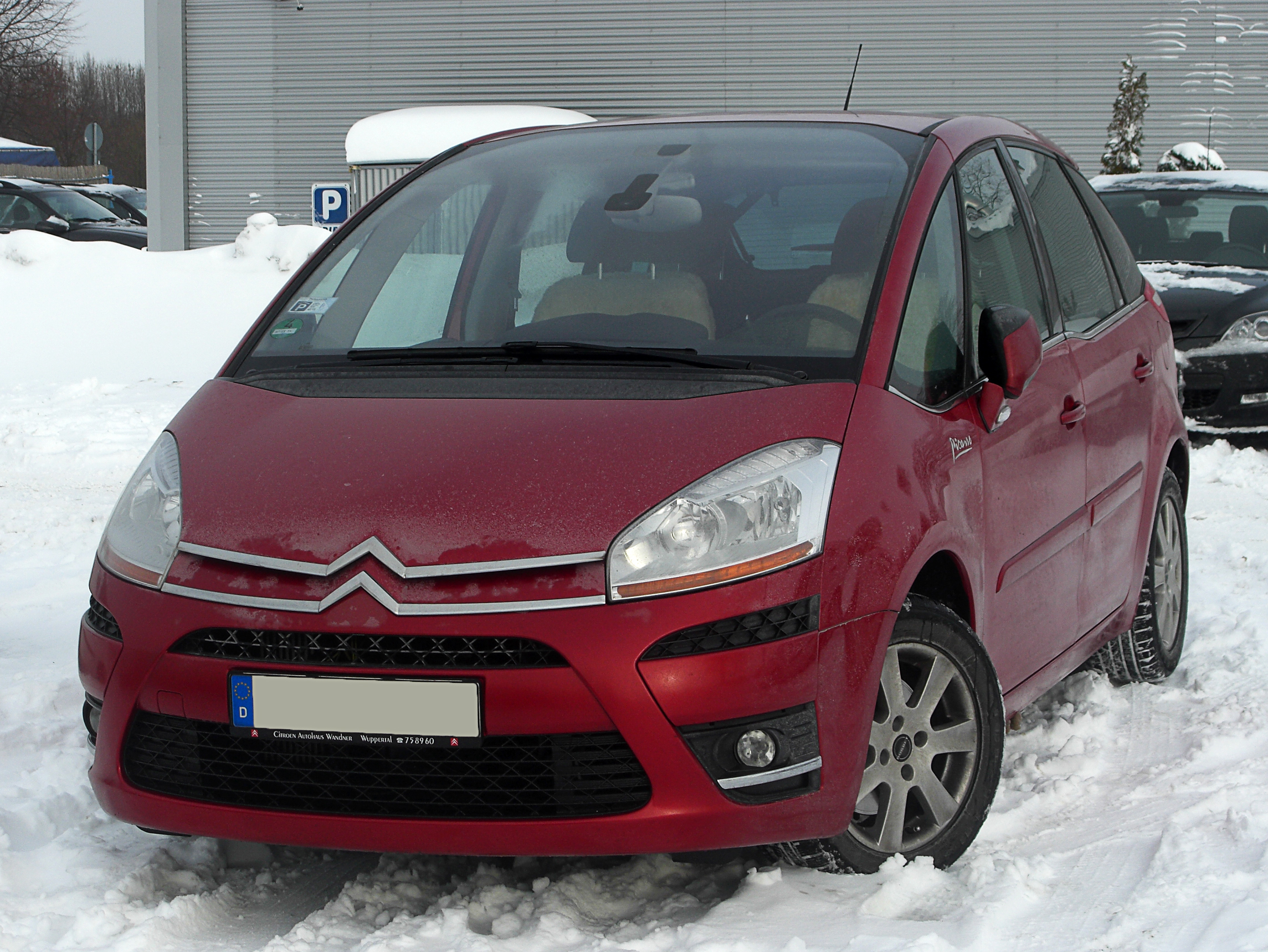
De C4 Picasso vijfzits
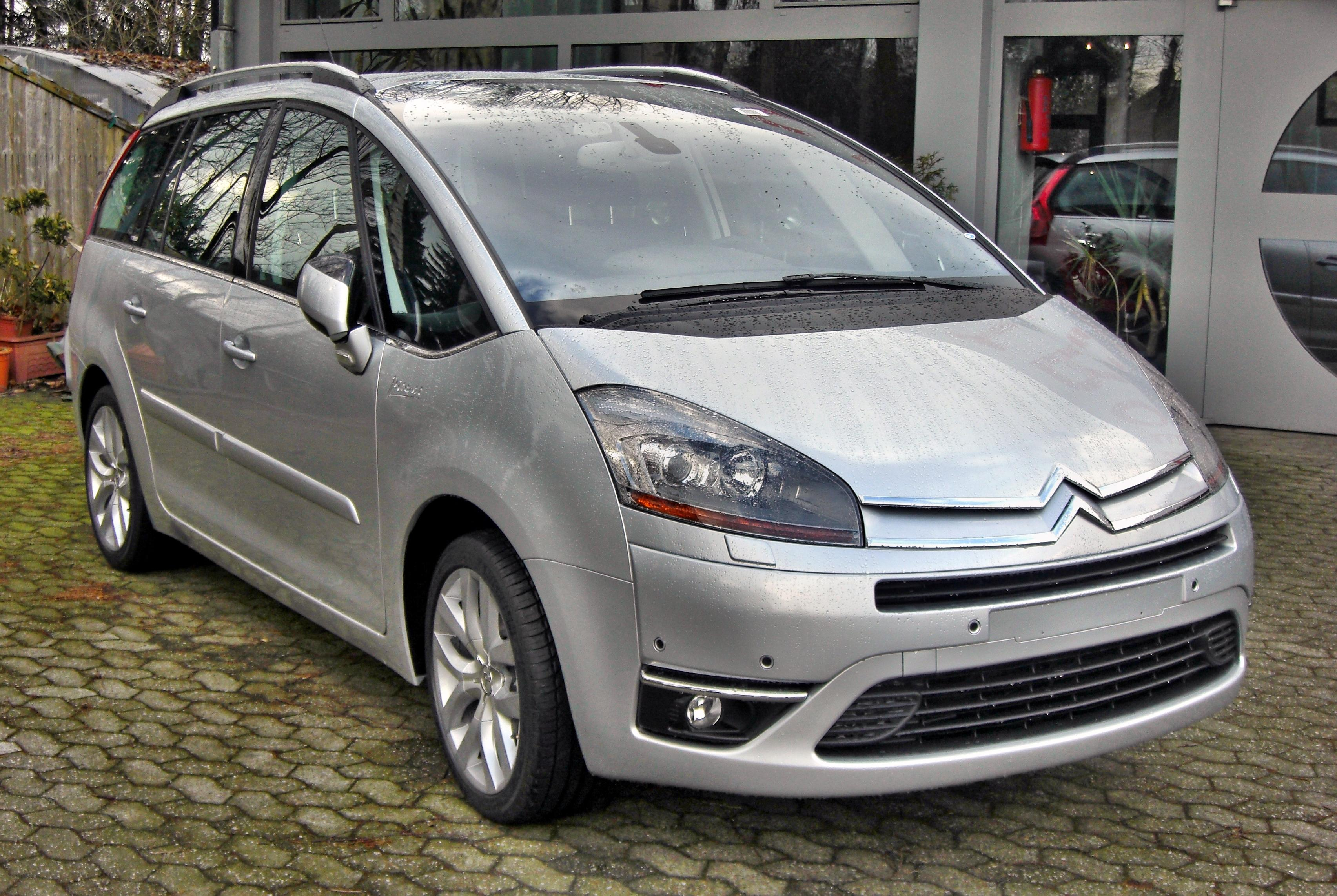
De C4 Picasso zevenzits
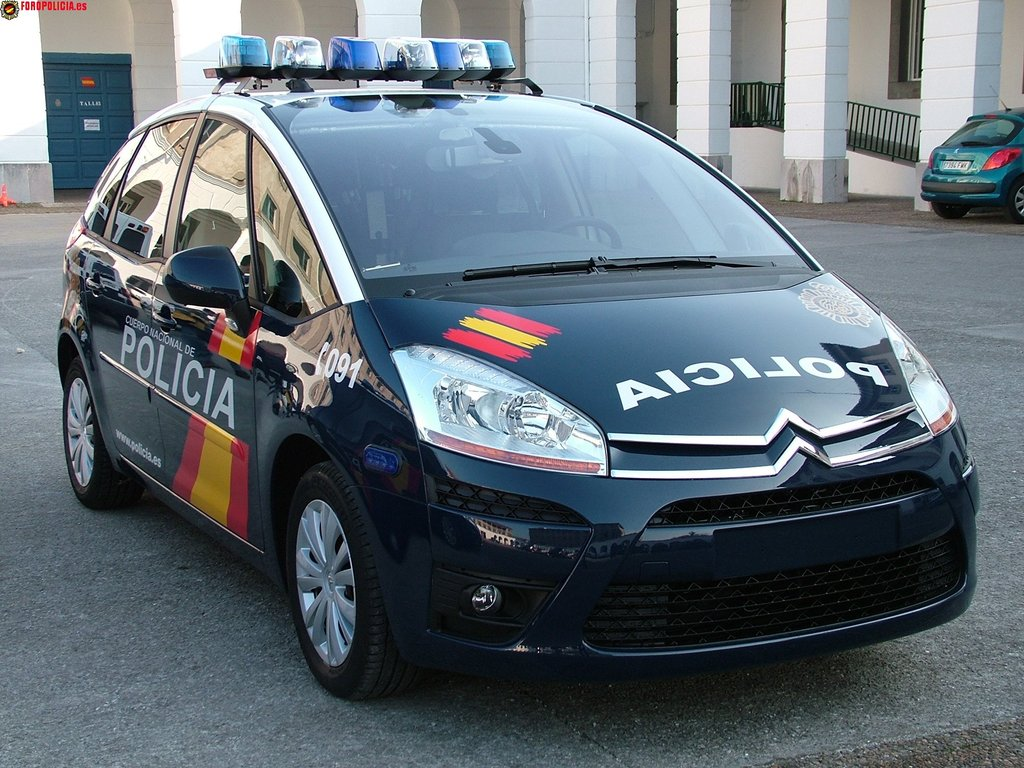
De C4 Picasso als Spaanse politieauto

## Trivia
- Is uitgeroepen tot gezinsauto van het jaar 2007 en zakenauto van het jaar 2011.
- Aan het begin van 2011 is er een facelift van de C4 Picasso in productie gegaan, deze heeft o.a. dagrijverlichting, veranderde koplampen en de mogelijkheid van een dak in een andere kleur.
- In 2011 zijn de extra rijke Selection modellen van o.a. de C4 Picasso in de verkoop gegaan.
- Sinds 2018 gaat de tweede generatie C4 Picasso als C4 SpaceTourer door het leven.